# ゴラームアリー・ハッダード＝アーデル
ゴラームアリー・ハッダード＝アーデル（ペルシア語: غلامعلی حداد عادل、Gholam-Ali Haddad-Adel、1945年5月9日 -）は、イランの政治家、学者。保守派。イラン前国会議長。公益判別会議議員。日本語メディアではハッダードアデル、ハダドアデルなどと表記される。ハッダードアーデルと表記する機関もある。

## 経歴
1945年、イラン帝国テヘラン生まれ。1966年テヘラン大学（物理学）卒業後、1967年シーラーズ大学で物理学修士号取得。1973年テヘラン大学で哲学修士号、1974年には同大で哲学博士号を取得した。1972年から1985年までシャリーフ工科大学で准教授、1985年からテヘラン大学教授をつとめている。

### 政治家として
イスラーム・文化指導副大臣、教育副大臣、最高教育会議副議長などを歴任。
2000年から国会議員選挙でテヘラン選挙区で4期連続当選。2004年から2008年まで国会議長をつとめたが、以後はアリー・ラーリージャーニーに議長選出投票で敗れている。第8期議会（2008年-2012年）では文化問題委員会委員長をつとめた。
2013年6月のイラン大統領選挙に立候補したが、選挙戦終盤の6月10日に選挙戦からの撤退を表明した。
2016年2月に行われた第10期国会議員選挙では落選した。

## 人物
- 既婚、子供が4人いる[2]。娘の一人は、最高指導者アリー・ハーメネイーの息子モジュタバー・ハーメネイーの妻である[5]。

- 2003年5月にイラン文化週間出席のため来日している[6]。